# Herb gminy Brodnica (powiat brodnicki)
Herb gminy Brodnica – jeden z symboli gminy Brodnica, ustanowiony 28 listopada 2001.

## Wygląd
Herb przedstawia na tarczy dwudzielnej w słup w polu lewym na czerwonym tle prawą białą dłoń ze zgiętym kciukiem, natomiast w prawym polu na białym tle dwie pionowe faliste wstęgi.